# Nora B-52

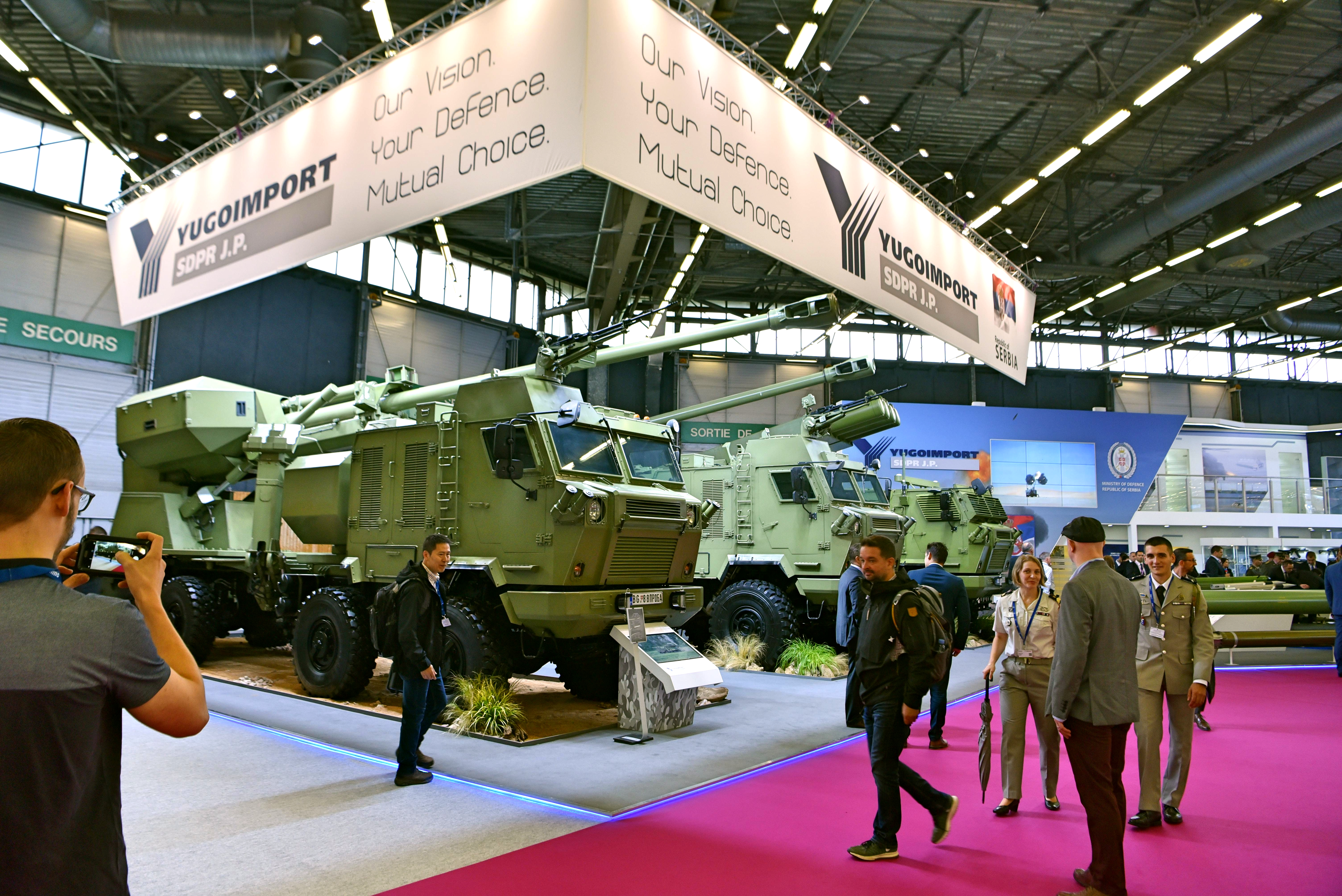
Die weiterentwickelte Variante Aleksandar wurde 2017 erstmals präsentiert. Eurosatory, Paris 2018

Die Nora B-52 ist eine Radhaubitze aus Serbien. Es handelt sich um eine 155-mm-Haubitze, welche anfänglich auf dem 8×8-Lkw FAP-2632 des serbischen Herstellers FAP montiert wurde. Für die Exportversionen wurden russische KamAZ-6350 als Lafettenfahrzeuge gewählt. Für Kunden in der arabischen Welt wurde 2019 die Version MGS-25 Aleksandar auf MAN-8×8-Chassis mit höherer Serienfeuerkraft und größerer Automatisierung vorgestellt. Das Waffensystem ist zurzeit in fünf Staaten im Einsatz. Insgesamt wurden bis 2020 etwa 120 Einheiten produziert. 2021 wird eine Nora B-52 in der Evaluierung von Radhaubitzen mit 155 mm Rohrkaliber zur Ausschreibung der US-Landstreitkräfte für ihre Stryker Brigade Combat Teams an der 155-mm Mobile Howitzer Shoot-Off Evaluation im Yuma Proving Ground in Arizona beteiligt sein.

## Entwicklung

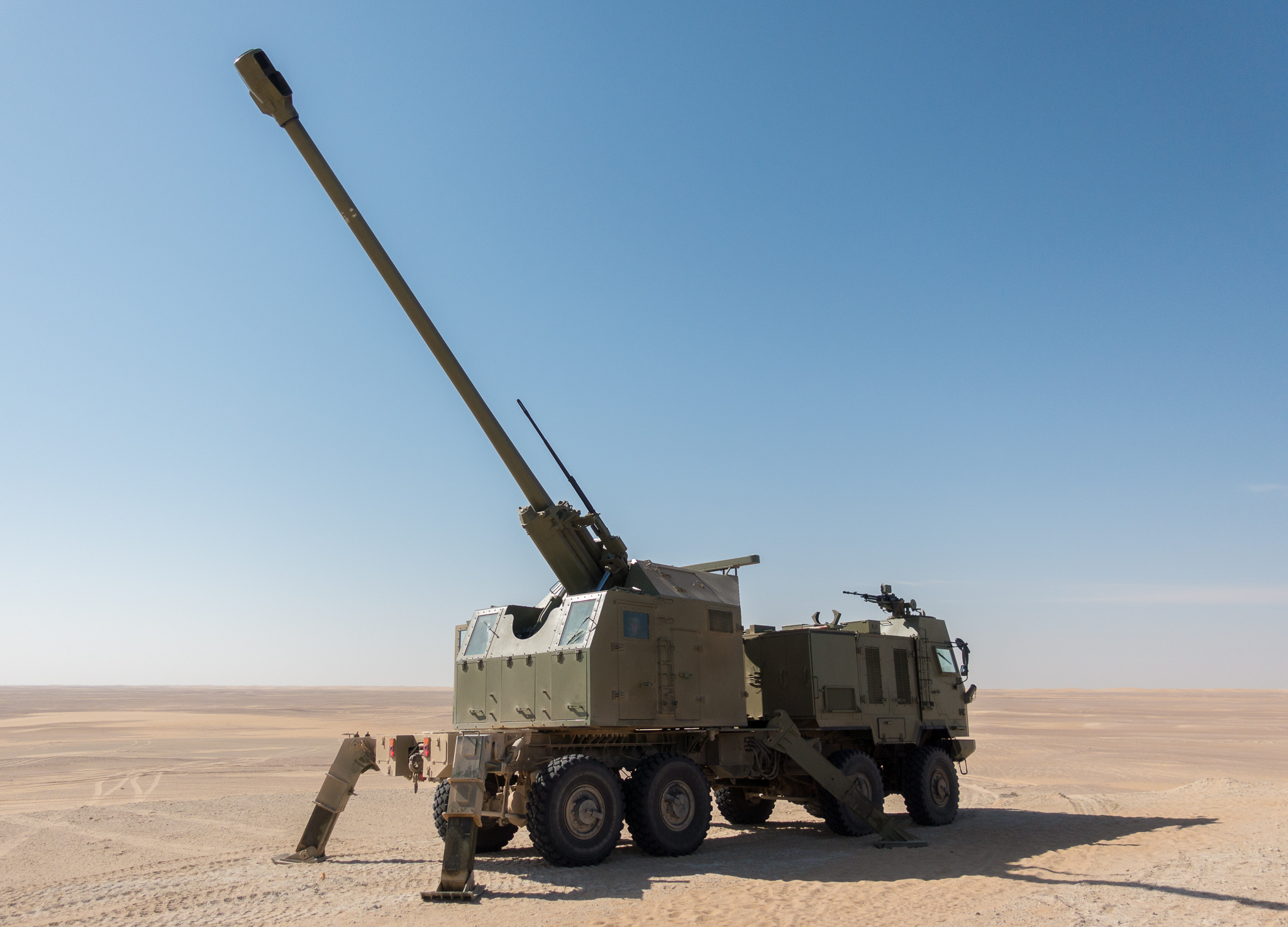
Unter Testbedingungen in den Vereinigten Arabischen Emiraten

Die Nora B-52 basiert auf der in Jugoslawien in den 1980er-Jahren entwickelten, gezogenen Haubitze Nora M-84, welche wiederum aus der sowjetischen M1955 entwickelt wurde. Anders als die Nora M-84 mit einem Kaliber von 152 mm hat jedoch die neuere Version Nora B-52 ein Kaliber von 155 mm nach NATO-Standard. Das automatische Ladesystem führt 24 Projektile; weitere 24 Geschosse können im Magazin untergebracht werden. Die Höchstschussweite wird bei einer Munition vom Typ ERFB-BB mit 44+ km angegeben, die Höchstschussweite mit der Standardmunition 155 mm M107 mit 20 km.
Bei der Entwicklung der Waffenanlage war der kanadische Ingenieur Gerald Bull beteiligt. Chefentwickler war Anastas Paligorić (1938–2017). Die Entwicklung der Nora B-52 begann aus der Konversion der sowjetischen 130-mm-Kanone M-46. Sie wurden zur 152-mm-M46 umgebaut. Die Kanone mit einem Ladungsraumvolumen von 23 Liter erreicht eine Reichweite von 39 km, was 45 % über der 130-mm-M46 liegt.
Im Jahr 1987 begann die Entwicklung der Nora B52-C2 152-mm-M46 als gezogene Lafettenhaubitze. Sie diente als Studie für eine angedachte 203-mm-Waffenanlage („Kolos“). 1989 wurden die Entwicklungsarbeiten aufgrund von Geldmangel eingestellt.
Paligorić wählte aus drei Varianten die auf einem 8×8-Lkw-Chassis montierte Kanone. Für diese Idee soll er als ein Vorreiter gelten. Ein einsatzbereites Modell konnte 1990 getestet werden. Ein Jahr später, im Jahr 1991, war eine verbesserte Version entstanden; das Projekt wurde aber, wie die Nora B52-C2, aufgrund von Geldmangel unterbrochen. Paligorić war bis 1990 am Militärtechnischen Institut in Belgrad (Tehnički opitni centar – TOC) und von 1990 bis 1994 als Direktor des Rüstungsunternehmens Jugoimport SDPR beschäftigt. Erst als 2003 Selbstfahrlafetten auf Radchassis in den Vordergrund traten, wurde die Entwicklung der Nora B52 von Jugoimport SDPR wieder aufgenommen. Paligorić selbst, der erneut als Chef des Projekts beordert wurde, ersetzte das alte M46-Kaliber mit einem M52-Kaliber sowie das sowjetische 152-mm- mit dem NATO-155-mm-Kaliber.
Mit Gerald Bull wurde in Pretis-Vogošća ebenfalls die Produktion von zwei Munitionsvarianten mit 152 mm und 155 mm eingerichtet. Innerhalb einer fünfjährigen Entwicklungszeit entstand ein Waffensystem, das Schussweiten von 41 km erreichen konnte. Das Nora-B-52-System hat ein automatisches Ladesystem für 12 Projektile und 12 Treibladungen, 24 zusätzliche Projektile können in einem Munitionsdepot hinter dem gepanzerten Führerhaus verstaut werden. Die Feuergeschwindigkeit beträgt vier Schuss pro Minute; mit der weiterentwickelten Version MGS-25 Aleksandar sollen sechs Schuss pro Minute möglich sein. Die MGS-25 Aleksandar ist zudem als 25l Treibladungsversion konfigurierbar, was die Reichweite bestimmter Projektile auf 70 km erhöht. Damit bot die MGS-25 Aleksandar Ende 2020 eine höhere Reichweite als die meisten anderen zu dieser Zeit angebotenen Haubitzen. Die MGS-25 kann wie andere moderne Geschütze im sogenannten MRSI-Verfahren (Multiple Rounds Simultaneous Impact) schießen. Dies bedeutet, dass das Geschütz bis zu vier Schuss in Folge abgibt, die gleichzeitig im Ziel einschlagen. Erreicht wird dieser Effekt durch unterschiedliche Erhöhungen des Rohres mit unterschiedlichen ballistische Flugzeiten.

## Kaufangebote
Die US-Army hat die neueste Version der Nora-B52, die MGS-Aleksandar, am 17. Dezember 2020 für ihre „shoot-off evaluation“ im Wettbewerb um ein neues mobiles Radhaubitzensystem mit erweiterter Gefechtsreichweite für die Landstreitkräfte, die im Frühjahr 2021 im Yuma Proving Ground in der Sonora-Wüste Arizona durchgeführt wird, aufgenommen. Die US-Army begründete die Einladung an die Jugoimport Nora B-52 damit, dass das System in den letzten Jahren bedeutende Verbesserungen erfahren habe und mit einem automatischen Ladesystem seine Gefechtsstellung schnell wechseln könne. Neben der Nora B-52/MGS-25 Aleksandar sind das Elbit ATMOS Iron Sabre des israelischen Herstellers Soltam Systems, das Archer des britischen multinationalen Konzerns BAE Systems sowie das CAESAR des französischen Herstellers Nexter an der Evaluierung beteiligt. Es wird erwartet, dass zusätzlich Produzenten aus Südkorea, Japan, Südafrika und der Slowakei Interesse an der Ausschreibung zeigen werden. Die „shoot-off evaluation“ der Haubitzen wird jeweils drei Monate, im Zeitfenster vom 1. Dezember 2020 bis 1. Mai 2021, andauern. Das System mit den besten Ergebnissen soll alle gezogenen 155-mm-Haubitzen der Stryker-Brigaden ersetzen. US-amerikanische Produzenten haben keine vergleichbaren Systeme anzubieten, daher wird erwartet, dass ein internationaler Bieter den Zuschlag für zumindest 158 Einheiten bekommen wird. Die Jugoimport SDPR hat für das Shoot-off ihre neueste Variante, den MGS-25 Aleksander, in die USA gebracht. Im Vergleich zu den Mitbewerbern ist es das einzige System, das über eine 25-Liter-Treibkammer verfügt und mit konventioneller Munition die größte Gefechtsreichweite erreicht. Neben Archer ist es auch die einzige Radhaubitze an der shoot-off evaluation mit vollständiger Automatisierung. Die israelischen und französischen Radhaubitzen werden manuell bedient.
Nachdem die Nora B-52 zu Anfang vor allem von Entwicklungs- und Schwellenländern gekauft wurde, ist seit der Beschaffung von 24 Systemen durch Zypern auch ein Erfolg in westlichen Märkten zu verzeichnen. Hierdurch bestellten auch die Landstreitkräfte Serbiens erstmals das Waffensystem, mit dem vorerst ein Bataillon zur Stationierung in Aleksinac ausgerüstet wird. 2017 war das System erstmals im anspruchsvollen arabischen Markt zu Testzwecken in den Vereinigten Arabischen Emiraten. Jugoimport SDPR hat die NORA B-52 auf allen bedeutenden Waffenmessen vorgestellt, darunter IDEX und Eurosatory.

## Varianten
Teilweise wird das Geschütz auch auf ungepanzerte Lastwagen verlastet, so zum Beispiel den schweren geländegängigen KamAZ-63501 aus russischer Produktion.
Eine weiterentwickelte Version, die anstatt vier sechs Projektile pro Minute abfeuern kann, wurde 2017 als MGS-25 Aleksandar erstmals auf der Partner 2017 vorgestellt. Sie wurde auch 2018 auf der Eurosatory in Paris präsentiert.

## Nutzer
- Bangladesch – 18[11]
- Kenia – 18[11]
- Myanmar – 30[12][13]
- Serbien – 6[12]
- Zypern – 24[11][14]